# Louis-Jean-Nicolas-Charles Foucher
Louis-Jean-Nicolas-Charles Foucher (28 avril 1769, Saumur - 25 octobre 1838, Le Coudray-Macouard), est un homme politique français.

## Biographie
Avocat, puis soldat, il fut nommé, en l'an V, commissaire du Directoire exécutif près le tribunal du département de la Mayenne, professeur de législation à l'École centrale de la Mayenne le 21 floréal an VII.
La Révolution française le fit commissaire près le tribunal de première instance de Lavalen l'an VIII. Le 18 frimaire an XII, une décision du Sénat conservateur le nomma député de la Mayenne au Corps législatif ; il y siégea jusqu'en 1808.
Il est procureur général près le tribunal criminel de la Mayenne, 1809, substitut du procureur général à cour d'Angers, le 2 avril 1811. Il resta fidèle au régime impérial, et fut élu aux Élections législatives de mai 1815 à la Chambre des Cent-Jours, où l'envoya le collège de département de la Mayenne.
Il est conseiller général de Maine-et-Loire le 28 décembre 1833, démissionnaire le 16 avril 1838.